# Resolución 1456 del Consejo de Seguridad de las Naciones Unidas
La resolución 1456 del Consejo de Seguridad de las Naciones Unidas, adoptada por unanimidad el 20 de enero de 2003 en una reunión a nivel de ministros de Asuntos Exteriores, adoptó una declaración en la que se instaba a todos los Estados a prevenir y reprimir todo apoyo al terrorismo.  La resolución no definió el terrorismo, pero a diferencia de otras resoluciones anteriores, mencionó por primera vez los derechos humanos. 
El Consejo de Seguridad reafirmó que el terrorismo constituye una de las mayores amenazas a la paz y la seguridad internacionales y es injustificable independientemente de su motivación. Existía una creciente preocupación por el uso de armas nucleares, químicas o biológicas y por la explotación de tecnología sofisticada.  En este sentido, era necesario reforzar las medidas para prevenir la financiación del terrorismo y evitar que los terroristas recurrieran al narcotráfico, el blanqueo de dinero, el tráfico de armas y otros delitos. Además, destacó la determinación del Consejo de combatir esos actos mediante un enfoque integral que involucre a todas las naciones y organizaciones, de conformidad con la Carta de las Naciones Unidas y el derecho internacional .
Todos los Estados debían cumplir con las resoluciones 1373 (2001), 1390 (2002) y 1455 (2003), hacerse parte de las convenciones internacionales sobre terrorismo, ayudar en las investigaciones terroristas e implementar sanciones contra Al Qaeda, los talibanes y sus asociados reflejadas en las resoluciones 1267 (1999), 1390 y 1455. El Consejo también exigió que todos los Estados llevaran ante la justicia a quienes perpetraran, apoyaran, financiaran o planificaran acciones terroristas y que cooperaran con el Comité contra el Terrorismo . 
La declaración adoptada también establecía que las medidas adoptadas para combatir el terrorismo debían ajustarse al derecho internacional, en particular al derecho internacional humanitario, al derecho de los derechos humanos y al derecho de los refugiados .  Mientras tanto, las organizaciones internacionales debían evaluar formas de mejorar la eficacia de sus acciones contra el terrorismo.  El Consejo hizo hincapié en los esfuerzos por ampliar la comprensión entre civilizaciones y mejorar el diálogo para evitar que se ataque a las religiones y culturas, y concluyó manifestando su determinación de intensificar la lucha contra el terrorismo. 